# Geohowdenius opacus
Geohowdenius opacus är en skalbaggsart som beskrevs av Samuel Stehman Haldeman 1853. Geohowdenius opacus ingår i släktet Geohowdenius och familjen tordyvlar. Inga underarter finns listade i Catalogue of Life.